# Воанергес
«Воанергес» (грец. Βοανεργες, «Сини грому») — український фольк-рок етноф'южн гурт, створений у Києві в 1998 році. Публічний лідер відсутній.
«Воанергес» — назва, дана Господом синам Заведея — Якову та Іоанну, на відзнаку їх особливої горячності і відданості в справі служіння Євангелію… (Біблія. Старий і Новий заповіти. Синодальний переклад. Біблійна енциклопедія архиєпископа Никифора)

## Ідеологія гурту
Об'єднані спільною (етнічною) платформою сучасного музичного руху і сміливими експериментами з такими гуртами, як «Гайдамаки», «Перкалаба», «ВВ», «Мандри», «ДахаБраха», «ДримбаДаДзига», «Бурдон» тощо, які отримали визнання широких кіл слухачів і критиків, учасники гурту «Воанергес» у своїх пошуках рухаються не по горизонталі, а вглиб — до коренів. Крок за кроком вони у своїх композиціях намагаються відтворювати звучання давньоукраїнської музики. Роблячи це, збираючи по крихтах автентичне звучання обрядових пісень часів Київської Русі.
Очевидно, не існує складнішого завдання, ніж спроба реставрувати справжнє звучання зниклого фольклору. І не просто відтворити первісні дух і форму, а й інтегрувати усе це на цілковитий модерний ґрунт артроку. Мало кому це вдавалося, але коли слухач чує арт-рок-фолькові речі «Синів грому»: «Манарафа», «Злата врата», «За Русь-Україну» у нього по шкірі «бігають мурашки». І він кожною клітинкою відчуває — так, саме такою могла бути музика Київської Русі.
Учасник гурту Сармат говорить: «Ми точно знаємо, що наша музика далеко не гірша за ту, яка звучить в українському інформ-просторі. Більше того, ми впевнені, що наша музика робить людину кращою, глибшою. Взагалі-то ми робимо доволі серйозну музику, до якої більшість людей, на жаль, не звикла, але віримо, що українці — це мудрий, поміркований народ, який, зрештою, перестане слухати пісні про „сіськи-піськи“, а зверне увагу на цікаві тексти, незвичні, але рідні мелодії. Ми обрали реставровану нами музику Київської Русі на зламі епох, тобто — дохристиянську і музику Русі похрещеної. Нам цікаво зрозуміти, як Русь язичницька стала християнською, цікаво, як люди тоді розуміли світ та його цінності».

## Учасники гурту
Скіф (він же Роман Макогон) — колісна ліра-«воанергетор», клавішні і духові (сопілки, тилинка, зозулька, бугай, дрючок inF) інструменти, тексти, музика і спів
Лад (він же Валерій Огородник) — гітара, кобза, дримба, зозулька, деркач, спів і тексти
Сармат (він же Геннадій Бень) — духові інструменти (труба, флюгельгорн, ріжок, сопілка, зозулька, дрючок inB) і спів
Дум (він же Валентин Янківський) — ударні інструменти
Усков Андрій — бас-гітара, бас кобза
Вже не працюють: Вадим Соколик (бас-гітара, бас-кобза), Мельченко Олексій (бас-гітарист), Владислав Пономаренко (бас-гітара, спів, музика, тексти, саундпродюсування), Ковтуненко Наталя (вокал) та інші.

З 1998 року склад гурту відносно незмінний, окрім басистів. Спочатку був Олексій Мельченко (він перейшов у «ВВ»). А з 2001 по 2005 рік з колективом працював відомий в Україні та за її межами бас-гітарист, композитор та аранжувальник Влад «Смак» Пономаренко. Завдяки йому «Воанергес» виріс професійно та утвердився стилістично. Після нього прийшов Андрій Усков, який приніс у гурт також багато технічних ідей. З 2008 року на бас-гітарі грав Вадим Соколик. У 2014 знов повернувся у гурт басист Андрій Усков.
Усі музиканти «Воанергес» мають якісну музичну освіту, свідомо обраний християнський світогляд. В пошуках власного стилю спираються на інтуативний життєвий досвід, є справжніми новаторами, про творчість яких тільки починають широко говорити.

## Вислови
Скіф:
« Вірю, що завдяки нашій музиці люди у містах згадають, що вони — українці, а українці у селах згадають, що вони — люди».
Скіф:
"…А зібрались ми ще у 1998 році у м. Києві і з того часу відроджуємо дух старовинного кобзарсько-лірницького та театрально-вертепного мистецтва сучасними засобами, а також пробуємо відтворити уявну музичну атмосферу трипільської, скіфської та праслов'янської епох. Якби тоді був рок, то він мав би бути схожим на наш… "
Хтось із гурту (про напрямки в творчості):

«НЕОФОЛЬК = ГОСПЕЛ + WORLD + ЕТНО + РОК + ФАНК + РЕП + ГЕП + ГОП!

А якщо по-українськи, то ми — музиканти, які люблять Бога, Україну та українців.

Тому наша музика є українська й духовна».
Сармат:
«„Воанергес“ для мене — справа життя; хочу, щоб Україна змінилась і прикладаю всі зусилля, щоб нова українська пісня звучала у всьому світі та несла духовне тепло й любов в кожне серце.»
Дум:
«Мрію, щоб через музику „Воанергесу“ більше блудних синів повернулись до Батька, і світ став кращим».

## Фестивальні успіхи
Протягом майже всього часу, з моменту виникнення в 1998 році, «Воанергес» регулярно виступає у київських клубах, бере участь у фестивалях та концертах в різних містах України і зарубіжжя.
В 2007 «Воанергес» завдяки своїй несподіваній та чудовій музиці був названий відкриттям фестивалю SOS в Торуні (Польща).
У 2008 році «Воанергес» добився значних успіхів на великому європейському триденному «ворлд-мюзік-фесті» Interceltico De Sendim, який проходив в Центральній Португалії, в місті Сендім. Він тривав три дні й став змаганням поміж найкращими європейськими формаціями цього напряму. Знову «Воанергес» відзначено, як головну музичну знахідку фестивалю, як гурт з неповторним самобутнім звучанням. Організатори здійснили повноцінний відеозапис концерту групи, який буде видано в Україні у форматі DVD.
В другій половині 2009 року група «Воанергес» на запрошення місії «ЕСУСЕ», спільно з пастором Володимиром Гарбаром, звершила велике євангелізаційне турне по європейських слов'янських церквах і групах. Вони відвідали Мостиську (Україна), Карлові Вари (Чехія), виступили з великим концертом в Ауґсбурзі (Німеччина). Далі були виступи в альпійському Кемптоні, північно-італійському місті Брешія і Падові. Завершальний виступ відбувся з великим успіхом в Венеції. Ввечері ще довго в приміщенні церкви звучала музика сопілки і трембіти, що до сліз розчулило присутню українську діаспору.
У 2010 гурт розширив набір етнічних інструментів, і в результаті виник акустичний кобзарський варіант «Воанергеса», для якого були написані нові пісні та переаранжовані попередні.
«Воанергес» — активний учасник духовного і громадського життя в Україні, підтримував дух майданівців у 2013-14, бере участь у волонтерській діяльності.

## Дискографія
У 2001 р. був записаний перший альбом на касеті «Истоки», у 2004 р. видано другий (CD) з назвою «Вертепно».
В 2006 було підписано контракт із Comp music/EMI records на видання 5 альбомів: «Злата Врата» (2006), «Гай Да Маки» (2008), «Бугай бугі» (2011), «Цілющий рок древнього Києва» (2013), «Drum перегуди» (2016). Останній — це кобзарсько-лірницько-діджейські рімейки попередніх пісень та нові композиції.
Учасники гурту постійно сприймають і враховують зворотну реакцію слухачів, продовжують писати нові пісні і вдосконалюють їх звучання.
- 2001 — Истоки

1. Отче наш (05:20)
2. Ісусе, Святий Боже (04:58)
3. Дума (Пс. 17) (03:56)
4. Посмотри на Христа (05:00)
5. Освобождение (03:54)
6. В тебе воскрес Иисус (04:42)
7. Путь (06:59)
8. Гей, славяне (04:15)
9. Гой-я (07:17)

- 2004 — Вертепно

1. Увертюра - Новий Заповіт
2. Народився Божий Син
3. Ісусе, Святий Боже
4. Посівна
5. Маранафа
6. S.O.S. - Спаси наші душі
7. Мелодия любви
8. Три брати
9. Йди до Господа
10. Златая Врата
11. Києве мій
12. Йо!!!
13. Опора моя
14. Вірую
15. Спасибо тебе, Боже
16. Додому
17. Блудний син

- 2006 — Злата Врата

1. За Русь-Україну!
2. Гоп!
3. Маранафа
4. Києве мій!
5. Злата Врата
6. Різдвяна
7. Три брати
8. Серце
9. Йо!
10. Посівна
11. SOS
12. Блудний син
13. Вірую
14. Чумацька (Додому)[1]

- 2008 — Гай "Да" Маки

1. Думбо-дідай-бо... (short)
2. Вийду в долину
3. За обрієм
4. Скіфія
5. Сон
6. Псалом новий
7. Блажен муж
8. Весна
9. Притча про дерево
10. Думбо-дідай-бо...
11. ЩедРОК
12. Колядка (jungle remix)

- 2011 — Бугай Boogie

1. Ой, літав орел
2. Слово о полку І...
3. Всунь руки в небо!
4. Вавілон
5. Бугай бугі
6. Час
7. 1000 років
8. Світанок
9. Балада про Ноя
10. Вітер
11. Гой-я! (remake)[1]

- 2013 — Цілющий рок древнього Києва

1. Чи то йому здалося (02:53)
2. Дума про стольний град Київ (03:57)
3. Веселися, душа (04:25)
4. Билина (05:19)
5. Білий коню (03:23)
6. Диво (06:05)
7. Друга чумацька (03:08)
8. В'язень (05:10)
9. Диваки (04:39)
10. Перегуди (04:26)
11. Анатомія (04:22)[1]

- 2016 — Drum перегуди

1. Вийду в долину (04:08)
2. Перегуди (04:24)
3. Псалом новий (09:12)
4. О, мій Боже Святий! (03:01)
5. Чумацька (Додому) (04:00)
6. Веснянка-сіянка (04:23)
7. Аскольдова молитва (04:02)
8. 1000 років (03:59)
9. Гоп! (04:09)
10. Притча про дерево (04:08)
11. Друга чумацька (03:18)
12. Ісусе, Святий Боже (03:02)
13. Отче наш (03:16)
14. Різдвяна (Amarilyo Edit) (03:31)

## Прихильники
У Польщі і Великій Британії виникли, незалежно один від одного, два інтернет сайти гурту «Воанергес».
Після відвідин міжнародного фестивалю в Польщі, у місті Торунь, з учасниками гурту зв'язалися зовсім молоді дівчата — прихильниці гурту. Вони запропонували створити сайт гурту «Синів грому» в Польщі, аби сприяти розповсюдженню дисків «Воанергес», в організації концертів, у популяризації групи.
Інтернет-сайт у Великій Британії — це проект земляка, який так само прагне посприяти у просуванні музики гурту і має
 у цьому успіхи серед британської творчої еліти.
Професор Джон Холдер, Кембриджський Університет, Англія: «Будучи професійним художником, я також вже більше півстоліття вважаю себе напівпрофесійним музикантом. Я вважаю Воанергес найцікавішим гуртом з колишнього Радянського Союзу. Дух новаторства, який ми обожнюємо у нас в Англії, — ось що для мене Воанергес! Мені подобається мова, мені подобається їхня музика і мені до вподоби ідея відновлення та використання древніх інструментів в 21 столітті! Вони мов би знаходять для себе друге дихання в руках цих українських хлопців. Я дуже сподіваюсь побачити шоу „Воанергес“ наживо якомога швидше у Великій Британії. Хлопці, всього найкращого! Слов'янський рок — це круто!»
Mr.Юджин Гербер, продюсер: «Гурт „Воанергес“ народився у серці Європи — Україні і став відомий за її межами за свою музичну сміливість та унікальність саунду. Часто використовувана на ТБ та інших медіа, музика „Воанергес“ несе в собі святотаїнство слов'янської культури завдяки використанню української та старослов'янської мов, а також старовинних музичних інструментів, які були виготовлені на замовлення гурту за древніми технологіями. Рок, джаз, фюжн і здорова частка старовини роблять саунд „Воанергеса“ несподіваним навіть для меломанів та неповторним для професіоналів. Для всіх, хто думає, що вони вже все чули, — послухайте „Воанергес“… на всяк випадок!»
Марія Еклунд, Диригент, Стокгольм, Швеція: «Я не часто слухаю музику такого стилю, та, почувши „Воанергес“, я купила компакт-диск, і він став моєю улюбленою розвагою в автомобілі. І кожен раз, слухаючи його, чую щось для себе нове. У музиці „Воанергес“ є загадка та містика, і, звичайно, бездоганний музичний смак. Удачі вам, хлопці!»